# Liste der Baudenkmäler in Landensberg

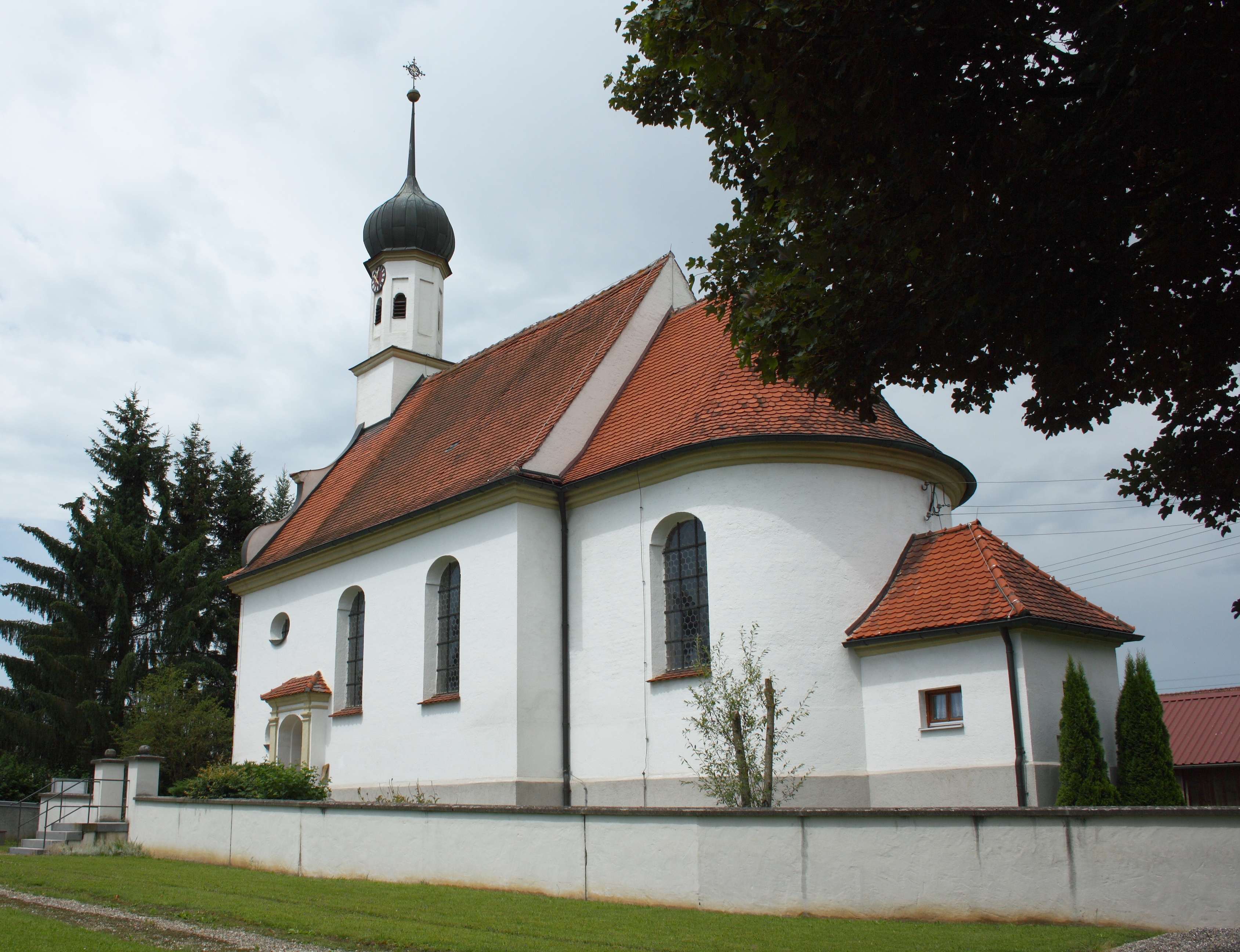
Kapelle St. Oswald in Glöttweng

Auf dieser Seite sind die Baudenkmäler in der schwäbischen Gemeinde Landensberg zusammengestellt. Diese Tabelle ist eine Teilliste der Liste der Baudenkmäler in Bayern. Grundlage ist die Bayerische Denkmalliste, die auf Basis des Bayerischen Denkmalschutzgesetzes vom 1. Oktober 1973 erstmals erstellt wurde und seither durch das Bayerische Landesamt für Denkmalpflege geführt wird. Die folgenden Angaben ersetzen nicht die rechtsverbindliche Auskunft der Denkmalschutzbehörde.

## Ensembles

### Ensemble Ortskern Landensberg
Das Ensemble umfasst die nördlich des älteren Ortskerns bei der Kirche um 1300 planmäßig angelegte Rodungssiedlung, deren Struktur sich relativ ungestört erhalten hat. Zu beiden Seiten eines etwa 50 Meter breiten Angers reihen sich regelmäßig Flurstreifen der einzelnen Anwesen mit den gleichmäßig giebelständig angeordneten Bauernhäusern des 18./19. Jahrhunderts. Das in der Achse liegende Wirtshaus gehört zum Ensemble. Aktennummer: E-7-74-151-1.

## Baudenkmäler nach Ortsteilen

### Landensberg
| Lage                      | Objekt                            | Beschreibung           | Akten-Nr.    | Bild           |
| ------------------------- | --------------------------------- | ---------------------- | ------------ | -------------- |
| Hauptstraße 19 (Standort) | Lourdeskapelle                    | 19. Jahrhundert        | D-7-74-151-1 | Lourdeskapelle |
| Kirchweg 6 (Standort)     | Katholische Pfarrkirche Hl. Kreuz | 1739; mit Ausstattung  | D-7-74-151-2 | weitere Bilder |
| Ortsstraße 2 (Standort)   | Ehemaliges Pfarrhaus              | 18. Jahrhundert        | D-7-74-151-3 | weitere Bilder |
| Ortsstraße 23 (Standort)  | Feldkapelle                       | Anfang 19. Jahrhundert | D-7-74-151-4 | BW             |

### Glöttweng
| Lage                      | Objekt                        | Beschreibung          | Akten-Nr.    | Bild           |
| ------------------------- | ----------------------------- | --------------------- | ------------ | -------------- |
| Fendtgäßchen 1 (Standort) | Bildstock                     | 1866                  | D-7-74-151-5 | BW             |
| Fendtgäßchen 7 (Standort) | Katholische Kirche St. Oswald | 1726; mit Ausstattung | D-7-74-151-6 | weitere Bilder |